# Hawalli
Hawalli (arab. حولي), miasto w Kuwejcie nad Zatoką Perską; ośrodek administracyjny muhafazy Hawalli; 97 000 mieszkańców (2006). Funkcje mieszkaniowe, przemysł cementowy, tworzyw sztucznych, papierniczy, odzieżowy.